# Saadjärve
Saadjärve är en ort i Estland. Den ligger i Tartu kommun och landskapet Tartumaa, i den centrala delen av landet, 150 km sydost om huvudstaden Tallinn. Saadjärve ligger 62 meter över havet och antalet invånare är 117. Den ligger vid sjön Saadjärv.
Terrängen runt Saadjärve är platt. Runt Saadjärve är det glesbefolkat, med 16 invånare per kvadratkilometer. Närmaste större samhälle är Dorpat, 18,5 km söder om Saadjärve. Omgivningarna runt Saadjärve är en mosaik av jordbruksmark och naturlig växtlighet.